# Єрун Зут
Єрун Зут (нід. Jeroen Zoet, [jə.ˈrun ˈzut]; нар. 6 січня 1991, Вендам, Нідерланди) — нідерландський футболіст, воротар італійської «Спеції». Грав за національну збірну Нідерландів.

## Клубна кар'єра
Єрун Зут народився 6 січня 1991 року в нідерландському місті Вендам. Там же розпочав кар'єру. Спочатку грав у аматорському клубі «ВВ Вендам 1894», а 2003 року продовжив грати у футбольному клубі «Вендам». Проживши ще три роки в рідному місті, Єрун 2006 року у віці 15 років переїхав до Ейндговена грати в юнацькій команді одного з найвідоміших клубів Нідерландів — ПСВ. У ПСВ Зут під керівництвом Губа Стевенса підписав перший професійний контракт до 2012 року. Щоправда, за той час нідерландський воротар так і не зміг провести за основний склад клубу жодного матчу і був четвертим воротарем у команді після Андреаса Ісакссона, Касіо Рамоса та Баса Рурда, продовживши грати за юнацькі склади клубу. У лютому 2010 року Єрун дістав травму меніска, через що довгий час взагалі не міг грати. У вересні того ж року воротар переніс другу операцію на нозі. Після операції у другій половині сезону 2010–2011 років Зут повернувся на поле, але так і не зіграв жодного матчу за основний склад.

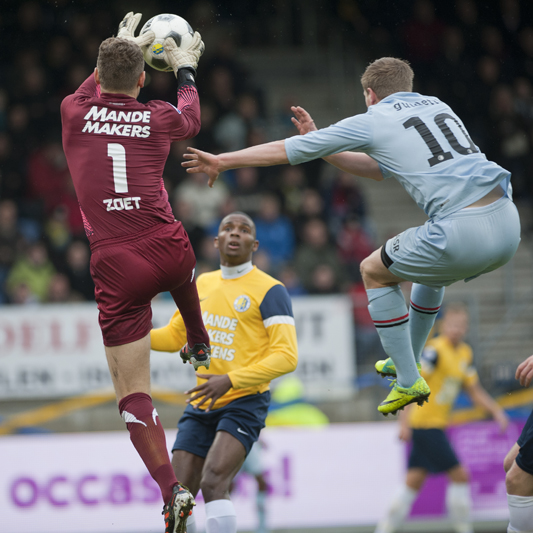
Зут у складі «Валвейка»

14 квітня 2011 року ПСВ підписав контракт з марокканським воротарем Халідом Сінугом на один рік, який замінив Єруна. Це зроблено, щоб молодий гравець набрався досвіду в іншому клубі. Ним став «Валвейк», куди 24 червня того ж року воротаря віддали в оренду на один рік. А через кілька днів стало відомо, що Зут подовжив контракт із ПСВ ще до 2014 року. Дебютний матч у професійній кар'єрі футболіст провів 6 серпня 2011 року проти футбольного клубу «Гераклес» з міста Алмело. У складі «гераклів» Єрун став основним воротарем команди. А після завершення оренди футболіст подякував тренеру воротарів, Еду де Гую. Загалом за цей клуб Зут провів 67 матчів у чемпіонаті, де пропустив 93 м'ячі та 6 матчів у кубку, де пропустив дев'ять м'ячів.
Улітку 2013 року воротар повернувся до «фермерів», хоча напередодні цим гравцем цікавився «Ньюкасл Юнайтед», що зробив пропозицію ейндговенцям на два з половиною мільйони доларів, але керівництво клубу відхилило цю пропозицію. Протягом наступних кількох тижнів нідерландець почав конкурувати з польським воротарем Пшемиславом Титонем за місце основному складі. Після зміни тренера у клубі склад команди значно змінився. Під керівництвом Філліпа Коку Зут став основним гравцем команди і, крім того, дебютував у єврокубках. 30 липня 2013 року у кваліфікаційному раунді ліги чемпіонів проти бельгійського Зюлте-Варегема нідерландець вийшов із перших хвилин. Ту гру «червоно-білі» виграли з рахунком 2:0.
Загалом був основним голкіпером рідної команди протягом шести сезонів.
На початку 2020 року був відданий в оренду до «Утрехта», а 8 вересня того ж року уклав контракт з ітадійською «Спецією», яка посилювала склад перед стартом в Серії A, право виступів у якій команда здобула за результатами попереднього сезону.

## Збірні
Єруна Зута не раз викликали до юнацьких та молодіжної збірної Нідерландів. У складі цих команд молодий воротар брав участь Чемпіонаті Європи 2008 (U-17), Чемпіонаті Європи 2010 (U-19) та Чемпіонаті Європи 2013 (U-21).
2012 року був уперше викликаний до лав національну збірну Нідерландів, проте дебютував в офіційних іграх у її складі лише восени 2015 року. Протягом наступних чотирьох років періодично виходив на поле у складі національної команди, провівши за цей час за неї 11 ігор.

## Статистика виступів

### Статистика клубних виступів
Станом на 1 жовтня 2020
| Сезон               | Команда             | Чемпіонат           | Чемпіонат | Чемпіонат | Національний кубок | Національний кубок | Національний кубок | Континентальні кубки | Континентальні кубки | Континентальні кубки | Інші змагання | Інші змагання | Інші змагання | Усього | Усього |
| Сезон               | Команда             | Ліга                | Ігор      | Голів     | Ліга               | Ігор               | Голів              | Ліга                 | Ігор                 | Голів                | Ліга          | Ігор          | Голів         | Ігор   | Голів  |
| ------------------- | ------------------- | ------------------- | --------- | --------- | ------------------ | ------------------ | ------------------ | -------------------- | -------------------- | -------------------- | ------------- | ------------- | ------------- | ------ | ------ |
| 2008–09             | ПСВ                 | ЕД                  | -         | -         | -                  | -                  | -                  | -                    | -                    | -                    | -             | -             | -             | -      | -      |
| 2009–10             | ПСВ                 | ЕД                  | -         | -         | -                  | -                  | -                  | -                    | -                    | -                    | -             | -             | -             | -      | -      |
| 2010–11             | ПСВ                 | ЕД                  | -         | -         | -                  | -                  | -                  | -                    | -                    | -                    | -             | -             | -             | -      | -      |
| 2011–12             | «Валвейк»           | ЕД                  | 34+4      | -49 + -6  | КН                 | 4                  | -5                 | ЛЄ                   | 4                    | -6                   | -             | -             | -             | 46     | -66    |
| 2012–13             | «Валвейк»           | ЕД                  | 33        | -44       | КН                 | 2                  | -4                 | -                    | -                    | -                    | -             | -             | -             | 35     | -48    |
| Усього за «Валвейк» | Усього за «Валвейк» | Усього за «Валвейк» | 67+4      | -93 + -6  |                    | 6                  | -9                 |                      | 4                    | -6                   |               | -             | -             | 81     | -114   |
| 2013–14             | ПСВ                 | ЕД                  | 29        | -37       | КН                 | -                  | -                  | ЛЧ+ЛЄ                | 4+3                  | -4 + -5              | -             | -             | -             | 36     | -46    |
| 2014–15             | ПСВ                 | ЕД                  | 32        | -29       | КН                 | -                  | -                  | ЛЄ                   | 9                    | -12                  | -             | -             | -             | 41     | -41    |
| 2015–16             | ПСВ                 | ЕД                  | 34        | -32       | КН                 | 1                  | -1                 | ЛЧ                   | 8                    | -7                   | СКН           | 1             | 0             | 44     | -40    |
| 2016–17             | ПСВ                 | ЕД                  | 31        | -22       | КН                 | 0                  | 0                  | ЛЧ                   | 5                    | -9                   | СКН           | 1             | 0             | 37     | -31    |
| 2017–18             | ПСВ                 | ЕД                  | 32        | -34       | КН                 | 4                  | -3                 | ЛЄ                   | 2                    | -2                   | -             | -             | -             | 38     | -39    |
| 2018–19             | ПСВ                 | ЕД                  | 34        | -26       | КН                 | 0                  | 0                  | ЛЧ                   | 8                    | -15                  | СКН           | 1             | 0             | 43     | -41    |
| серп.-груд. 2019    | ПСВ                 | ЕД                  | 11        | -10       | КН                 | 0                  | 0                  | ЛЧ+ЛЄ                | 2+7                  | -4+-6                | СКН           | 1             | -2            | 21     | -22    |
| Усього за ПСВ       | Усього за ПСВ       | Усього за ПСВ       | 203       | –0        |                    | 5                  | -4                 |                      | 48                   | -60                  |               | 4             | -2            | 260    | -256   |
| січ.-черв. 2020     | «Утрехт»            | ЕД                  | 7         | -9        | КН                 | 3                  | -2                 | -                    | -                    | -                    | -             | -             | -             | 10     | -11    |
| 2020–21             | «Спеція»            | A                   | 2         | -4        | КІ                 | -                  | -                  | -                    | -                    | -                    | -             | -             | -             | 2      | -4     |
| Усього за кар'єру   | Усього за кар'єру   | Усього за кар'єру   | 283       | -302      |                    | 14                 | -15                |                      | 52                   | -66                  |               | 4             | -2            | 353    | -385   |

### Статистика виступів за збірну
| Дата       | Місто         | Господарі  | Результат | Гості      | Турнір            | Голи | Примітки |
| ---------- | ------------- | ---------- | --------- | ---------- | ----------------- | ---- | -------- |
| 10-10-2015 | Нур-Султан    | Казахстан  | 1 – 2     | Нідерланди | Відбір до ЧЄ 2016 | -1   | 81'      |
| 13-10-2015 | Амстердам     | Нідерланди | 2 – 3     | Чехія      | Відбір до ЧЄ 2016 | -3   |          |
| 29-3-2016  | Лондон        | Англія     | 1 – 2     | Нідерланди | товариський матч  | -1   |          |
| 4-6-2016   | Відень        | Австрія    | 0 – 2     | Нідерланди | товариський матч  | -    | 74'      |
| 1-9-2016   | Ейндговен     | Нідерланди | 1 – 2     | Греція     | товариський матч  | -2   |          |
| 6-9-2016   | Стокгольм     | Швеція     | 1 – 1     | Нідерланди | Відбір до ЧС 2018 | -1   |          |
| 25-3-2017  | Софія (місто) | Болгарія   | 2 – 0     | Нідерланди | Відбір до ЧС 2018 | -2   |          |
| 28-3-2017  | Амстердам     | Нідерланди | 1 – 2     | Італія     | товариський матч  | -2   |          |
| 31-5-2017  | Марракеш      | Марокко    | 1 – 2     | Нідерланди | товариський матч  | -1   | кап.     |
| 23-3-2018  | Амстердам     | Нідерланди | 0 – 1     | Англія     | товариський матч  | -    |          |
| 31-5-2018  | Трнава        | Словаччина | 1 – 1     | Нідерланди | товариський матч  | -1   |          |
| Усього     |               | Матчів     | 11        |            | Голів             | -15  |          |

## Титули і досягнення
- Чемпіон Нідерландів (3):

ПСВ: 2014–15, 2015–16, 2017–18
- Володар Суперкубка Нідерландів (2):

ПСВ: 2015, 2016